# Väster-Bakviken
Väster-Bakviken är en sjö i Robertsfors kommun i Västerbotten och ingår i Dalkarlsån-Sävaråns kustområde. Sjön har en area på 0,0709 kvadratkilometer och ligger 2,9 meter över havet.

## Delavrinningsområde
Väster-Bakviken ingår i det delavrinningsområde (709580-174269) som SMHI kallar för Rinner mot N n Kvarkens kustvatten. Medelhöjden är 8 meter över havet och ytan är 18,48 kvadratkilometer. Det finns inga avrinningsområden uppströms utan avrinningsområdet är högsta punkten. Avrinningsområdets utflöde mynnar i havet, utan att ha någon enskild mynningsplats. Avrinningsområdet består mestadels av skog (82 procent). Avrinningsområdet har 0,51 kvadratkilometer vattenytor vilket ger det en sjöprocent på 2,8 procent.